# Kiri (marque fromagère)
 (décembre 2009).
Si vous disposez d'ouvrages ou d'articles de référence ou si vous connaissez des sites web de qualité traitant du thème abordé ici, merci de compléter l'article en donnant les références utiles à sa vérifiabilité et en les liant à la section « Notes et références ».
Pour les articles homonymes, voir Kiri.
Kiri est une marque commerciale de fromage industriel français du Groupe Bel créée en 1966.

## Historique
À la fin des années soixante, les fromageries Bel, qui ont créé quatre décennies plus tôt la marque de fromage industriel La vache qui rit, souhaitent mettre au point le premier fromage spécialement destiné aux enfants.
La première portion de Kiri voit le jour à Sablé-sur-Sarthe en 1966 dans la Sarthe, après plusieurs années de recherche,.
Dans les années 1990, les fromageries Bel lancent un nouveau produit Kiri : « Kiri Goûter ». Il s'agit d'une petite barquette avec des bâtonnets et une portion de fromage.
À partir de 2022, Kiri propose une version bio - certifiée AB - de son fromage, fabriquée dans l'usine historique basée à Sablé-sur-Sarthe,,.
Kiri s'exporte en Amérique du Nord, dans l'Europe de l'Ouest, au Moyen-Orient, et en Asie
(principalement au Japon),,.

## Principaux ingrédients et provenances
En 2020, après 5 années de recherche, le Groupe Bel change ses procédés de fabrication. Conçue pour conserver la même texture et le même goût, Bel modifie la composition en la simplifiant. Par ordre de quantités, elle comporte du lait pasteurisé, de la crème, de l’eau, des ingrédients issus de l'ultra-transformation de laits, du sel et des ferments.
La version "bio", proposée à la vente à partir de 2022, utilise les mêmes ingrédients mais en utilisant des laits pasteurisés et de la crème issus de laits crus de l'agriculture biologique. Ces ingrédients proviennent de vaches nourries au pâturage et avec moins de 0.9% d'OGM (<),,.
Le lait pasteurisé, principal ingrédient du cette préparation fromagère, est issu de laits crus réfrigérés produit par les agriculteurs français sous contrat avec l'Association des Producteurs Bel de l’Ouest (APBO),.

## Accusations de réduflation
En 2022, l'association Foodwatch met en cause la marque, parmi d'autres, pour avoir « modifié la taille de [ses] produits-phares ces dernières années ». 
En 2023, en pleine période d'inflation, le ministre de l'économie Bruno Le Maire fustige la politique de réduflation menée par Kiri en qualifiant de « pratiques abusives » la réduction du produit de 20 grammes à 18 grammes. 
Le groupe Bel s'est défendu de ces accusations en arguant d'une nouvelle recette, mise au point avant la crise de l'inflation.

## Engagements
Dans le cadre de son programme « For all for good », le lait utilisé par Kiri provient d’animaux ayant reçu une alimentation sans OGM (<0,9%), et le lait est collecté dans un rayon de 50 km autour de l'usine de Sablé-sur-Sarthe,,. Le partenariat avec l’Association des Producteurs Bel de l’Ouest prend également en compte le bien-être animal et la réduction de l'empreinte carbone.
Kiri s'engage auprès de WWF en vue de préserver la biodiversité via un certain type d'agroforesterie : le programme consiste à planter arbres et haies autour des fermes partenaires de Kiri, ce qui favorise la biodiversité, mais permet également d'améliorer le bien-être des animaux d'élevage, qui peuvent profiter des ombrages générés,,.

## Consommation
Selon la revue spécialisée Le Pédiatre en 2021, Kiri est un fromage pour enfants car dépourvu d'additifs et du sel de fonte E 452 (polyphosphate), interdits par la réglementation concernant les aliments destinés aux enfants en bas âge.
Un article de novembre 2022 du site Mpedia, spécialisé dans l'enfance, indique que Kiri peut être consommé à partir de 9 mois environ. Selon Mpdia, Kiri crème est le seul fromage fondu pour enfants à avoir supprimé les additifs et les sels de fonte ce qui en fait le seul fromage fondu autorisé pour les enfants de moins de 3 ans.
D'après Santé Magazine, Kiri fait partie des fromages consommables pendant la grossesse. Cela est dû au fait que le lait, principal ingrédient de Kiri, est pasteurisé et que le fromage est cuit à haute température.